# Ян Захаріясевич
Ян Хризостом Захаріясевич (пол. Jan Chryzostom Zachariasiewicz), псевдонім Мацей Ломжа (пол. Maciej Łomża, 11 вересня 1823 — 7 травня 1906) — польський письменник і журналіст вірменського походження.

## Біографія
Як був єдиною дитиною в родині Антоніни Захаріясевич, уродженої Ґвяздовська, та Олександра Захаріясевича. Батько був напівміщанином-напівхліборобом, володів досить великим маєтком і прилеглими до міста землями. У 1833 році Захаріясевич вступив до гімназії в Перемишлі. Належав до конспіративної організації «Сини вітчизни» — найважливішого осередку «Молодої Сарматії». Захаріясевич брав участь у самоосвіті, читав заборонену літературу, вивчав історію Польщі. 18 грудня 1839 року в Перемишлі сталася невдала змова проти життя комісара поліції Гута. Перші арешти відбулися в березні 1840 року. Були викриті й «Сини Батьківщини», зокрема Ян Захаріясевич, який не брав участі в змові, але членство в організації було достатньою причиною для його арешту. Слідство тривало два роки і проводилося у Львові. Вирок був винесений у 1842 році. Захаріясевича засудили до ув'язнення у фортеці Шпільберк у Брно. Там він пробув до лютого 1844 року. Ненадовго повернувся до Радимно, потім поїхав вчитися до Львівського університету. Слухав лекції з літератури, історії, естетики, вищої математики. Вільний час проводив в Інституті Оссолінського. Він товаришував з представниками журналістського та літературного світу: Каролем Шайнохою, Вінцентом Полем, Корнелем Уєйським, Яном Добжанським . Співпрацював із часописами «Dziennik Mód Paryskich» та «Gazeta Lwowska» — аж поки її не придбав губернатор Франц Штадіон. З 15 квітня до 29 листопада 1848 р. разом з Каролем Відманом був редактором газети «Postęp». Там він друкував статті з актуальних проблем, у тому числі він писав про становище селян чи русинів. Тоді Захаріясевич разом із Каролем Відманом і Генріком Сухецьким заснував часопис «Gazeta Powszechna», яка 20 грудня 1848 р. припинила своє існування, а письменник став редактором «Tygodnik Polski», створеного зі щоденника Dziennik Mód Paryskich. У п'ятому номері газети Захаріясевич опублікував романтичну поему «Маккавеї», через що «Tygodnik Polski» було закрито, а Захаріясевич ув'язнений у фортеці Терезієнштадт, де перебував до 1852 року, коли був помилуваний. Причиною помилування стала хвороба письменника. Захаріясевич ненадовго повернувся до Радимна, а 1854 р. виїхав до Львова, де працював журналістом. У 1854—1856 роках працював у редакції газети «Новини» Яна Добжанського, яка була перетворена на «Dziennik Literacki». У той час Захаріясевич почав писати романи. Тут він висловив свої погляди.
У 1898 році нагороджений Лицарським хрестом ордена Франца Йосифа. Більшу частину життя провів у Львові, беручи активну участь у редагуванні низки місцевих прогресивних часописів. Один із найплідніших письменників позитивістського напряму в польській літературі. Помер 7 травня 1906 року в Кривчі.

## Твори
- 1856 — Sąsiedzi. Powieść współczesna
- 1857 — Boże dziecię. Powieść z naszych czasów
- 1860 — Fałszywy król
- 1860 — Na kresach
- 1861 — Konfederat
- 1862 — Święty Jur. Powieść w trzech częściach[7]
- 1863 — W przededniu
- 1863 — Jarema. Studium wewnętrznych dziejów Galicji
- 1867 — Marek Poraj. Powieść z czasów pierwszego rozbioru Rzeczypospolitej
- 1869 — Czerwona czapka. Z notatek cesarsko–królewskiego radcy
- 1869 — Tajny fundusz
- 1870 — Porwanie Sabina
- 1870 — Chleb bez soli
- 1871 — Noc królewska
- 1871 — Człowiek Bez Jutra
- 1877 — Wybór posła. Powieść współczesna
- 1878 — Królewskie krzesło. Powieść współczesna[8]
- 1881 — Teorya Pana Filipa[9]
- 1897 — Zakopane skarby. Powieść współczesna[10]